# Elecciones federales de Australia de 2019
Las elecciones federales de Australia de 2019 se llevaron a cabo el sábado 18 de mayo de ese año para elegir a los miembros del 46.° Parlamento de Australia. La elección se había convocado tras la disolución del 45.° Parlamento elegido en las elecciones federales de doble disolución de 2016.
El Gobierno de Coalición Nacional / Liberal, encabezado por el primer ministro Scott Morrison, ganó su tercer mandato consecutivo de tres años al derrotar al opositor Partido Laborista Australiano, encabezado por el líder de la oposición, Bill Shorten. La Coalición obtuvo una mayoría con 77 escaños, los laboristas terminaron con 68, mientras que los seis escaños restantes fueron ganados por los Verdes Australianos, la Alianza del Centro  el Partido Australiano de Katter y tres independientes.
El sistema electoral de Australia impone el voto obligatorio y utiliza el voto de segunda vuelta instantánea con preferencia total en los escaños de un solo miembro para la Cámara de Representantes y el voto único transferible preferencial opcional en el Senado. La elección fue administrada por la Comisión Electoral de Australia.
El resultado causó polémica, ya que las encuestas habían colocado a la Coalición constantemente detrás durante casi tres años del Partido Laborista. Fue la primera vez desde 2001 que un gobierno federal en Australia ganó un tercer mandato consecutivo en el cargo. La Coalición se benefició de una actuación mejor de lo esperado en Queensland . El Partido Nacional Liberal de Queensland ganó 23 de los 30 escaños del estado con una votación primaria estatal del 43%. De hecho, la oscilación de dos escaños a la LNP en Queensland fue suficiente para permitir que la Coalición recuperara su mayoría.
La noche de las elecciones el líder de partido Laborista, Bill Shorten declaró su intención de presentar su renuncia como líder de su partido, pero permanecer en el parlamento.

#### Por estados y territorios

El mapa superior muestra la preferencia de la primera ronda por electorado. El mapa inferior muestra el resultado final de la votación de la segunda vuelta instantánea.

## Resultados

### Cámara de Representantes

Gobierno (77)
Coalición
Liberal (44)
Liberal Nacional (23)
Nacional (10)
Oposición (68)
Laborista (68)
Resto de la oposición (6)
Verdes (1)
Partido de Katter (1)
Alianza del Centro (1)
Independientes (3)

|  | 27.99 % |

|  | 8.67 % |

|  | 4.51 % |

|  | 0.27 % |

|  | 41.44 % |

|  | 33.34 % |

|  | 10.40 % |

|  | 0.49 % |

|  | 0.33 % |

|  | 3.37 % |

|  | 10.63 % |

|  | 51.53 % |

|  | 48.47 % |

|  | 94.46 % |

|  | 5.54 % |

|  | 100.00 % |

|  | 91.89 % |

### Senado

Gobierno (35)
Coalición
Liberal (26)
Liberal National (6)
Nacional (2)
Liberal del País (1)
Oposición (26)
Laborista (26)
Resto de la oposición (15)
Verdes (9)
Alianza del Centro (2)
Una Nación (2)
Red Jacqui Lambie (1)
Independientes (1)

|  | 21.59 % |

|  | 8.24 % |

|  | 7.73 % |

|  | 0.26 % |

|  | 0.17 % |

|  | 37.99 % |

|  | 28.79 % |

|  | 10.19 % |

|  | 5.40 % |

|  | 1.16 % |

|  | 0.72 % |

|  | 0.70 % |

|  | 0.21 % |

|  | 0.19 % |

|  | 15.6 % |

|  | 96.19 % |

|  | 3.81 % |

|  | 100.00 % |

|  | 92.48 % |

## Sistema electoral
Las elecciones en Australia utilizan un sistema completo preferente donde los asientos se obtienen por medio de "un voto, un valor" para cada miembro de la Cámara de Representantes y un sistema de "voto único transferible opcional-preferencial" para la representación proporcional en el Senado. El voto es obligatorio, por convención del sistema Westminster, pero sujeto a las limitaciones constitucionales. La decisión sobre el tipo de elección y su fecha es del Primer Ministro, que asesora al Gobernador General para establecer el proceso en marcha disolviendo ambas cámaras y la emisión de órdenes judiciales para la elección.

## Partidos políticos
|  | 42,04 % |

|  | 34,73 % |

|  | 10,23 % |

|  | 1,85 % |

|  | 0,54 % |